# Chicomexochtli
Chicomexochitl é o deus patrono dos pintores e escribas, personificação do talento.
1. ↑  Soustelle, Jacques (2002). A civilização Asteca. Maria Júlia Goldwasser. Rio de Janeiro: Jorge Zahar Editor. OCLC 1193370414